# Ferrazzano
Ferrazzano község (comune) Olaszország Molise régiójában, Campobasso megyében.

## Fekvése
A megye déli részén fekszik. Határai: Campobasso, Campodipietra, Gildone és Mirabello Sannitico.

## Története
A szamniszok egy fontos települése volt Ferentium néven. A szamnisz háborúk után i. e. 292-ben Róma fennhatósága alá került. A 11. században a Dél-Itáliába érkező normannok a Szicíliai Királysághoz csatolták. A középkorban nápolyi nemesi családok birtoka volt. A 19. században nyerte el önállóságát, amikor a Nápolyi Királyságban felszámolták a feudalizmust.

## Népessége
A népesség számának alakulása:

## Főbb látnivalói
- a 11-12. század során épült SS. Maria Assunta-templom
- a normannok által épített, majd a 15. század végén átépített Castello Baronale Caraffa